# أنطوان بيتي
أنطوان بيتي (بالفرنسية: Antoine Petit )‏ (و. 1722 – 1794 م) هو طبيب، وجراح، من فرنسا، ولد في أورليون، كان عضوًا في الأكاديمية الفرنسية للعلوم، توفي عن عمر يناهز 72 عاماً.